# Otto Kronsteiner
Otto Kronsteiner (* 7. Dezember 1938 in Losenstein, Oberösterreich; † 26. Oktober 2023 in Samerberg, Oberbayern) war ein österreichischer Slawist, Sprachwissenschaftler, Namenforscher und Historiker.

## Leben
Nach der Matura am Humanistisches Benediktinergymnasium Seckau/Steiermark studierte er Jura, Romanistik, Osteuropäische Geschichte und Slawistik an den Universitäten Wien, Warschau, Krakau, Agram (Zagreb) und Laibach (Ljubljana). Sein Doktorat erlangte er 1964 an der Universität Wien für Slawistik und osteuropäische Geschichte. Er habilitierte sich in Klagenfurt zur Slawistik, wurde Außerordentlicher Professor in Wien. Ab 1981 war er Ordinarius in Salzburg für Slawistik und slawische Geistesgeschichte. Kronsteiner hat von 1982 bis 2007 das Institut für Slawistik als Forscher und Lehrer geprägt und mehrfach als Institutsvorstand geleitet. Seine Emeritierung erfolgte im Jahr 2007.

## Herausgeberschaft
- Redakteur des Wiener Slavistischen Jahrbuchs (1970–75)
- Mitglied der Ortstafelkommission der Bundesregierung (Wien)
- Mitglied des Ständigen Ausschusses für geographische Namen (Frankfurt)
- Begründer/Herausgeber der Zeitschriften Österreichische Namenforschung (1973–86) und Die Slawischen Sprachen (1982–2001)
- Vertreter Österreichs im Internationalen Slawistenkomitee (1980–90)
- Begründer/Wissenschaftlicher Leiter der Internationalen Salzburger Slawistengespräche (1982–2001)

## Auszeichnungen
Zahlreiche internationale Auszeichnungen, darunter:
- Medal Komisji Edukacji Narodowej (Warschau 1988)
- Dr. h.c. der Kiril i Metodij Universität Veliko Tǎrnovo (1990, am 11. September 2001 aus Protest gegen die Missachtung wissenschaftlicher Meinungsfreiheit zurückgelegt)
- Dr. h.c. der Kliment Ohridski Universität Sofia (1999)
- Ernennung durch das bulgarische Parlament und den bulgarischen Staatspräsidenten zum Ritter der Stara Planina (2000)

## Werke (Auswahl)
- Wörterbuch der Gewässernamen von Österreich. Wien 1971
- Die slowenischen Namen Kärntens in Geschichte und Gegenwart. Wien 1974–1984
- Die alpenslawischen Personennamen. Wien 1975–1981
- Die slawischen Denkmäler von Freising. Klagenfurt 1979
- Pravda russkaja. Das Recht der Rusi. Klagenfurt 1980
- Žitie blaženaago Metodija arhiepiskupa moraviskaago. (Das Leben des Hl. Method, des Erzbischofs von Sirmium.) Salzburg 1989
- Zaštita na starobălgarskija ezik. (Verteidigung der altbulgarischen Sprache.) Salzburg – Veliko Tărnovo 1990
- Starobălgarski nadpisi. Altbulgarische Inschriften. Band I [10.–11. Jahrhundert]. Salzburg 1993. Band II [12.–15. Jahrhundert]. Salzburg 1997 [mit K. Popkonstantinov]
- Salzburgs Bulgaristik. Haben kleine Sprachen und ihre Literaturen noch eine Chance? Salzburg 1999
- Latinica und Kirilica? Gedanken zu einer entscheidenden kulturellen Herausforderung Bulgariens. Salzburg 2000
- Notizen aus der Steinzeit. Unzeitgemässe Gedanken zur europäischen Kulturwissenschaft. St. Petersburg 2002
- Nichts als Namen. Kulturwissenschaftliche Wahrnehmungen aus Österreich und Umgebung. Ljubljana 2003
- Latin light. Latein in der europäischen Wissensgesellschaft. Bukarest 2005
- European Polish for Ladies. Wie präsentiert man Sprachen. Warszawa 2007